# Santiago García Botta
Santiago García Botta (n. el 19 de junio de 1992 en Buenos Aires, Argentina) es un jugador argentino de rugby que juega en la posición de pilar y juega para Harlequins de la Premiership Rugby. Ha integrado la Selección argentina Los Pumas en 2013 y en la Copa Mundial de Rugby de 2015.

## Carrera
Santiago García Botta empezó a jugar rugby en el club Belgrano Athletic. En 2014 fue contratado temporalmente por el club francés Stade Français para integrar el equipo durante la lesión sufrida por Heinke van der Merwe.
En 2011 fue convocado para integrar el seleccionado de Buenos Aires y al año siguiente integró la selección argentina de menores de 19 años. En 2013 integró Los Pumas, volviendo a ser convocado durante la Copa Mundial de Rugby de 2015, ocasión en la que jugó contra Sudáfrica en el partido semifinal. En 2014 integró la segunda selección nacional, Argentina Jaguares y en 2015 Pampas XV.